# メルセデス・ベンツ・W202
W202/S202は、メルセデス・ベンツの初代Cクラスを指すコードネームである。数字の頭に付けられている英字は、“W”がセダン、“S”はステーションワゴンを表す。

## 概要
190シリーズ (W201) の後継車種として1993年5月にデビュー。デザイナーはオリビエ・ブーレイで、彼は同時期のスバル・レガシィ (2代目:BD/BG系) でもチーフデザイナーを務めている。上下に伸びた三角形のテールライトが特徴で、トランクリッドがバンパー位置から開閉可能となった。190シリーズ比に比べて全長が70mm、ホイールベースが20mm拡大したことにより後席の居住性が改善されている。
欧州では「クラシック」「エレガンス」「エスプリ」「スポーツ」と4種のトリム (インテリアの内張り、エスプリ/スポーツは1インチダウンのスポーツサス) が用意され、各グレードで任意に選択可能となっていた。日本にはセダンとステーションワゴン、AMGが独自にチューニングを施したモデルも導入された。ステーションワゴンのリアシートは6:4の分割可倒式、上級グレードのエレガンスは運転席パワーシートが標準。
ステアリング操作時は左右の前輪上面が旋回方向へ傾くため、よりボディの小さいCセグメントやBセグメントに匹敵する最小回転半径4.9mとなっている。

## 歴史
日本国内では1993年10月、セダンのC220、C250ディーゼル、C280、C280 スポーツライン、AMG C280、C36を発売。C280 スポーツラインは15インチアルミホイール·スポーツサスペンション· ワイドタイヤを装備、最低地上高もC280に比べて25mm低まったことで走行性を高めた。前後席にはスポーツシートを採用し定員は4名 (後の小変更で5名) となっている。
AMG C280はエンジンまでは手が入っていないものの、C280 スポーツラインにAMG製のエアロパーツ·ショックアブソーバー·センター&リアマフラー·17インチアルミホイールが装着された、正規のAMGモデルである。リアシートはスポーツシートではなく5名定員となるが、オプションの1:2分割可倒式シート付き (スポーツシートでは選択不可) の車両も存在し、CクラスのAMGでは唯一となるセダンボディで、幅広かつ長尺の荷物も積める貴重な存在であった。
また、1996年まではAMGの工場で車体を完成させており、各パーツの取り付けのほか、ホイールアーチ裏側の「爪折」もC36 AMG同様に施されている。正規AMGジャパン輸入車両は車検証の登録形式番号が通常のC280とは異なり、BピラーにAMGジャパンのプレートが付く。カーボン調内装パネルの灰皿のAMGロゴと創立者ハンス・ヴェルナー・アウフレヒトのサインは、1995年式までパネルが別パーツとなる嵌め込みタイプであったが、1996年式はプリントに変更されている。日本国内での販売期間は僅か9ヶ月で、輸入台数は非常に少ない。
1994年、2.0LエンジンのC200、装備を充実させたC200 エレガンスが登場。1996年、ディーゼルエンジン搭載のC250Dがカタログ落ち、C220の排気量がアップされC230となった。また、Cクラス初のステーションワゴンであるC230 ステーションワゴンを追加。合わせて全車に5速ATを採用。
1997年にマイナーチェンジ。外装は前後バンパーが新意匠となり、サイドスカートが装着されテールレンズがスモークカラーに変更されると共に内装トリムも変更された。エンジンは従来の直列6気筒がV型6気筒またはV型8気筒に置き換わり、直列4気筒は2.0Lのみとなる。それに伴い、C230、C280 スポーツライン、C36 AMGに代わり、C240、C43 AMGが新たに設定された。1998年にはC55 AMG、C200 ステーションワゴン、C43 AMG ステーションワゴンを追加。1999年、全車にマニュアルモード (ティップシフト) 付き5速ATが搭載され、ESPが標準装備となった。

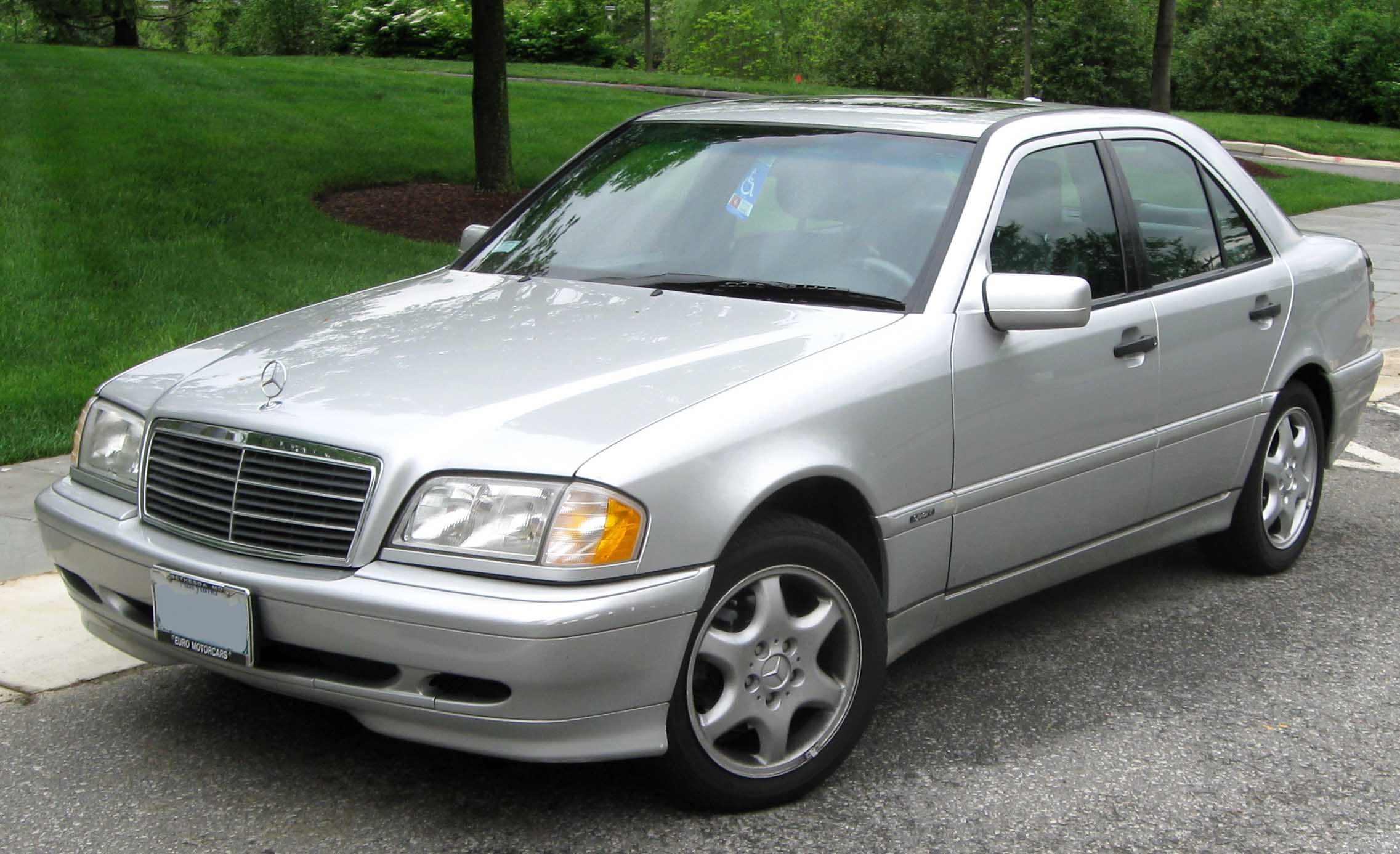
C280 セダン
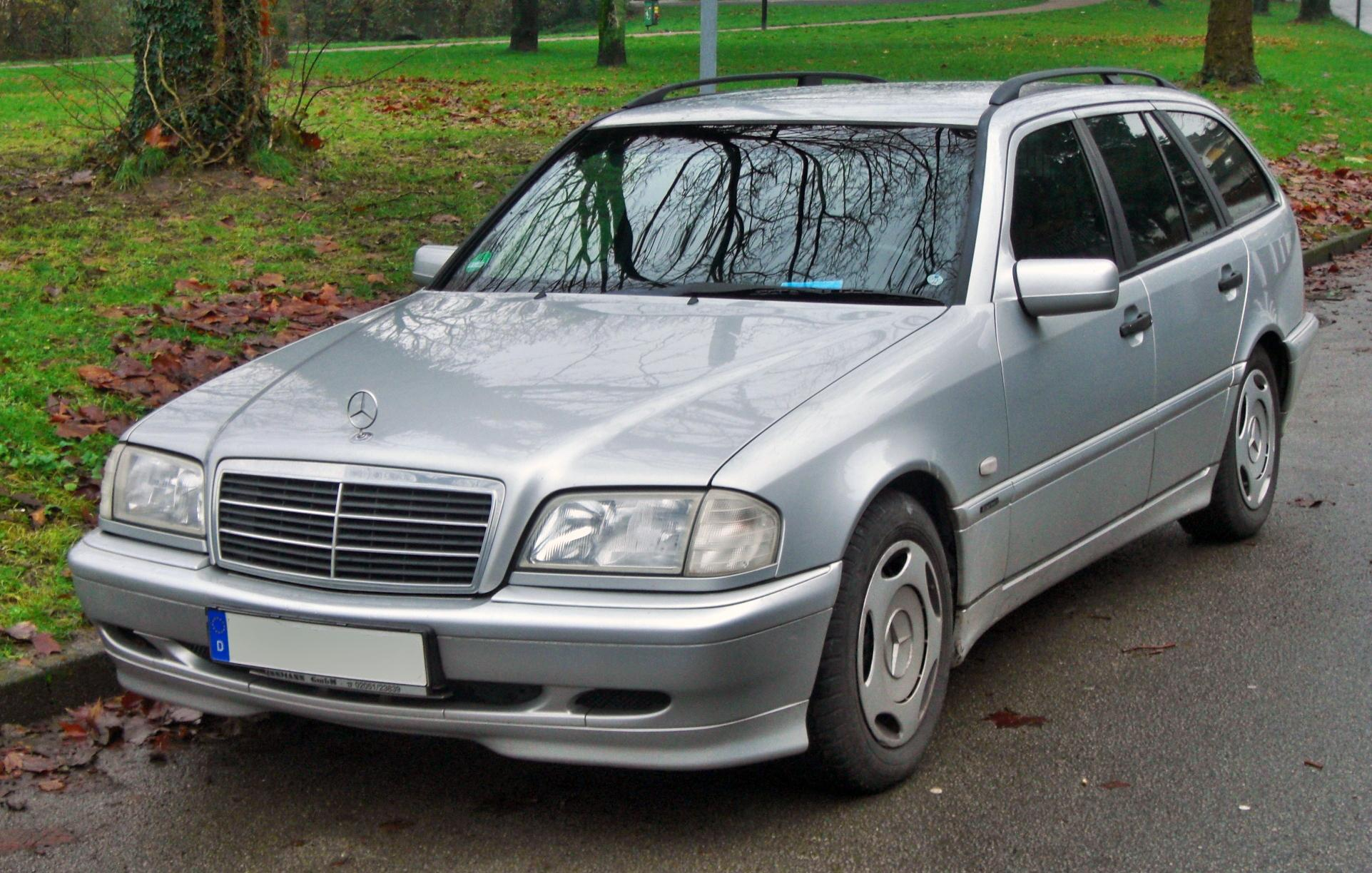
ステーションワゴン 後期型
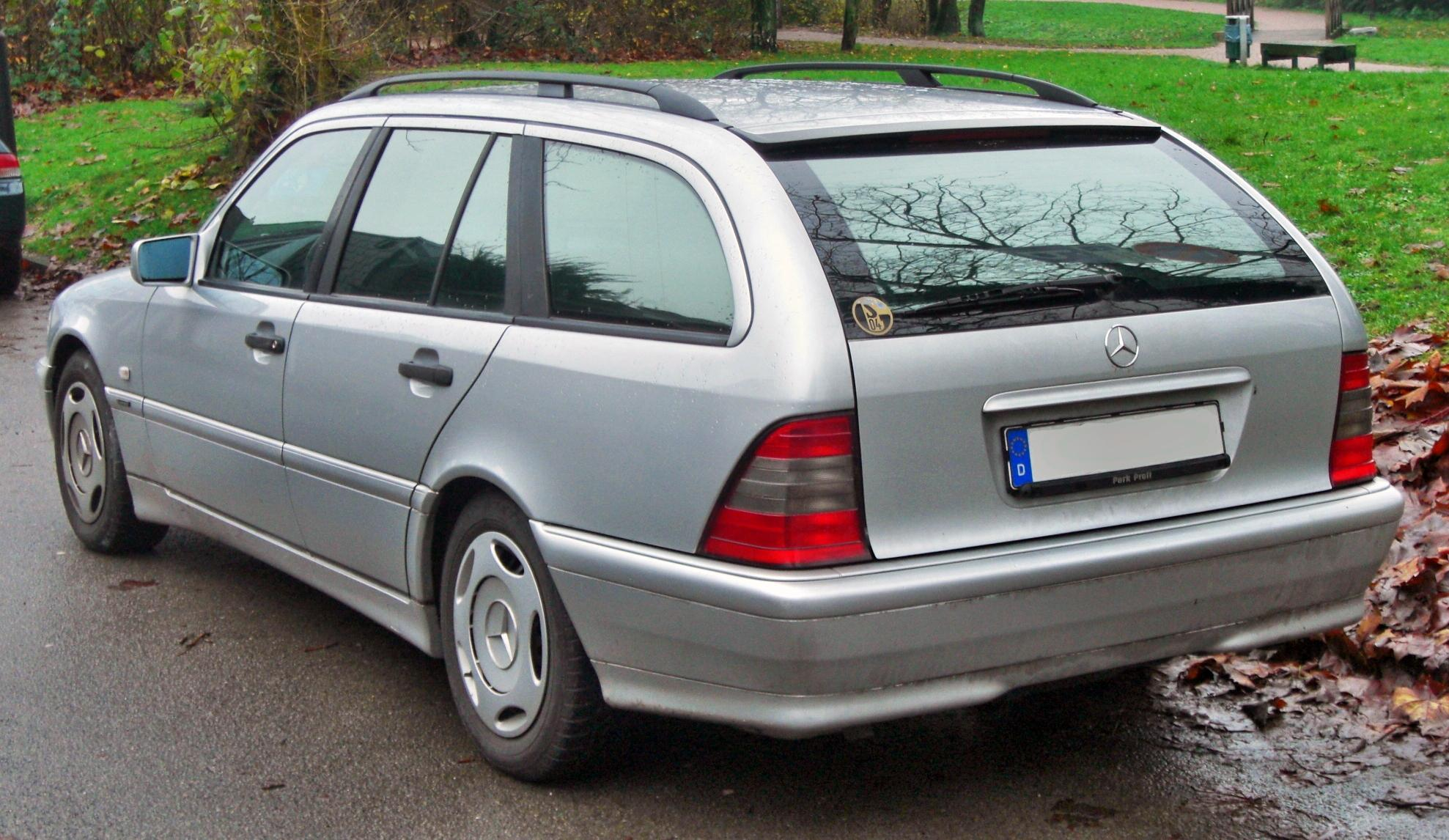
ステーションワゴン 後期型
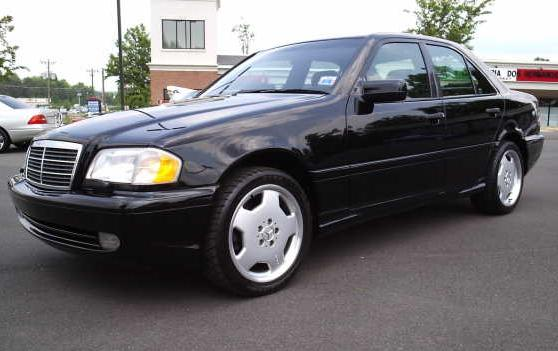
AMG C43
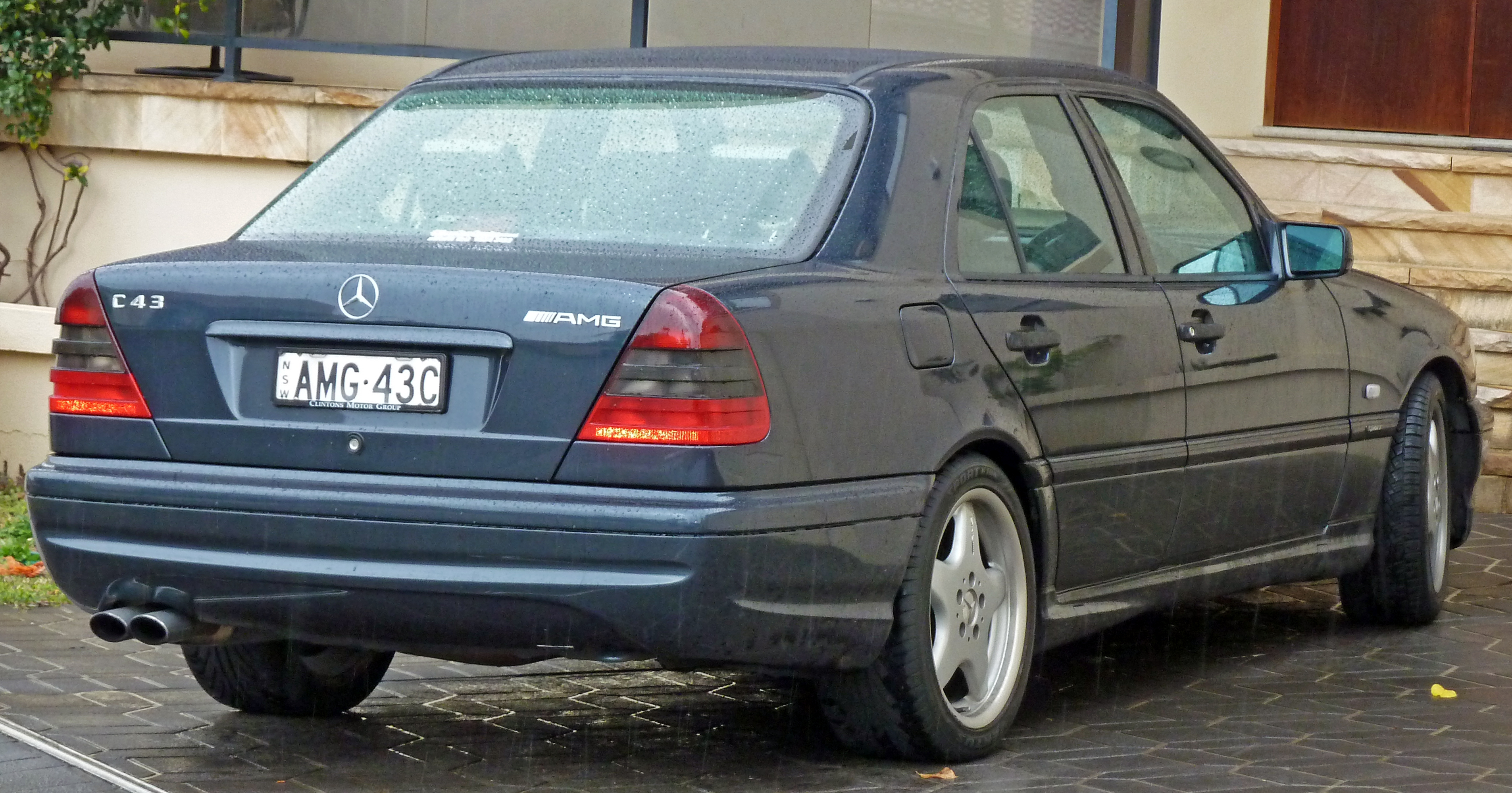
AMG C43

## メカニズム
エンジンは、1992年に一新したW124系 (ミディアムクラス) に準ずる1.8、2.0、2.2Lの直列4気筒、2.8L 直列6気筒、2.0、2.2L 直列4気筒ディーゼル、2.5L 直列5気筒ディーゼル。直列4気筒ディーゼル以外は全てDOHCとなっているが、1997年に追加された2.4、2.8LのV型6気筒と4.3、5.4LのV型8気筒はSOHCとなる。
サスペンションは、フロントにダブルウィッシュボーン、リアはマルチリンクを採用。トランスミッションは初期型に4速AT、マイナーチェンジの後期型はマニュアルモード (ティップシフト) 付き電子制御5速ATとなっている。

## グレード
| グレード                           | 製造期間      | 排気量 | エンジン      | 最高出力・最大トルク | 変速機      | 駆動方式 |
| ---------------------------------- | ------------- | ------ | ------------- | -------------------- | ----------- | -------- |
| C55 AMG                            | 1998年-2000年 | 5.4L   | V型8気筒SOHC  | 347ps/52.0kg・m      | 5速AT       | FR       |
| C43 AMG C43 AMG ステーションワゴン | 1997年-2000年 | 4.3L   | V型8気筒SOHC  | 306ps/41.8kg・m      | 5速AT       | FR       |
| C36 AMG                            | 1993年-1997年 | 3.6L   | 直列6気筒DOHC | 280ps/39.2kg・m      | 4速AT       | FR       |
| C280 AMG                           | 1993年-1996年 | 2.8L   | 直列6気筒DOHC | 200ps/28.2kg・m      | 4速AT       | FR       |
| C280 C280 スポーツライン           | 1993年-1996年 | 2.8L   | 直列6気筒DOHC | 200ps/28.2kg・m      | 4速AT       | FR       |
| C280 C280 スポーツライン           | 1996年-1997年 | 2.8L   | 直列6気筒DOHC | 200ps/28.2kg・m      | 機械式5速AT | FR       |
| C280                               | 1997年-2000年 | 2.8L   | V型6気筒SOHC  | 193ps/27.5kg・m      | 5速AT       | FR       |
| C250D                              | 1993年-1996年 | 2.5L   | 直列5気筒DOHC | 115ps/17.3kg・m      | 4速AT       | FR       |
| C240                               | 1997年-2000年 | 2.4L   | V型6気筒SOHC  | 170ps/22.9kg・m      | 5速AT       | FR       |
| C240 ステーションワゴン            | 1997年-1999年 | 2.4L   | V型6気筒SOHC  | 170ps/22.9kg・m      | 5速AT       | FR       |
| C240 ステーションワゴン            | 2000年        | 2.6L   | V型6気筒SOHC  | 170ps/24.5kg・m      | 5速AT       | FR       |
| C230 C230 ステーションワゴン       | 1996年-1997年 | 2.3L   | 直列4気筒DOHC | 150ps/22.4kg・m      | 機械式5速AT | FR       |
| C220                               | 1993年-1996年 | 2.2L   | 直列4気筒DOHC | 150ps/21.4kg・m      | 4速AT       | FR       |
| C200 C200 エレガンス               | 1994年-1996年 | 2.0L   | 直列4気筒DOHC | 136ps/19.2kg・m      | 4速AT       | FR       |
| C200 C200 エレガンス               | 1996年-1997年 | 2.0L   | 直列4気筒DOHC | 136ps/19.2kg・m      | 機械式5速AT | FR       |
| C200 C200 エレガンス               | 1997年-2000年 | 2.0L   | 直列4気筒DOHC | 136ps/19.2kg・m      | 5速AT       | FR       |
| C200 ステーションワゴン            | 1998年-2000年 | 2.0L   | 直列4気筒DOHC | 136ps/19.2kg・m      | 5速AT       | FR       |